# منفرته د میوئلا
منفرته د میوئلا (به اسپانیایی: Monforte de Moyuela) یک شهرستان در اسپانیا است که در استان تروئل واقع شده‌است.

## خصوصیات
منفرته د میوئلا ۴۷٫۷۴ کیلومترمربع مساحت و ۸۴ نفر جمعیت دارد و ۱٬۰۰۸ متر بالاتر از سطح دریا واقع شده‌است.